# Ikeda (Hokkaidō)
Ikeda (池田町?) è una cittadina giapponese della prefettura di Hokkaidō.